# Rudolf Gärtner
Rudolf Gärtner (30. listopadu 1919 Brno-Horní Heršpice – 23. června 1982) byl aktivní účastník zahraničního odboje, český a československý politik Komunistické strany Československa, poslanec České národní rady a Sněmovny národů Federálního shromáždění na počátku normalizace.

## Biografie

### Zahraniční odboj
Za druhé světové války byl aktivní v zahraničním odboji. Protektorát opustil již v roce 1939, 16. 8. 1939 se prezentoval na území Polska. 1. 5. 1941 se prezentoval v Haifě. V Africe sloužil v řadách 11. východního praporu a bojoval u Toubruku. V říjnu 1942 byl rozkazem určen k převelení do řad letectva. A 24. října 1942 odplul z Haify do Glasgowa. Po absolvování výcviku působil jako radiotelegrafista v 311. československé bombardovací peruti.
Dosáhl hodnosti majora in memoriam.

### Civilní a poválečný politický život
Původní profesí byl úředníkem, bytem Dymokury, okres Nymburk. Absolvoval gymnázium, pracoval jako předseda JZD Dymokury. Byl členem rady MNV, představenstva Okresního zemědělského sdružení a Okresního svazu družstevních rolníků. Zasedal v ČNR a pracoval v její státoprávní komisi.
Po federalizaci Československa usedl v lednu 1969 do Sněmovny národů Federálního shromáždění. Nominovala ho Česká národní rada. Ve federálním parlamentu setrval jen do prosince 1969, kdy rezignoval na poslanecký post.
Po invazi vojsk Varšavské smlouvy do Československa ho Krajský výbor Komunistické strany Československa ve Středočeském kraji zařadil na seznam „představitelů a exponentů pravice“. V té době je uváděn jako předseda JZD Dymokury.